# Seidenberg (Malgersdorf)
Seidenberg ist eine Einöde in der Gemeinde Malgersdorf im niederbayerischen Landkreis Rottal-Inn.

## Geografie und Verkehrsanbindung
Seidenberg ist über die PAN 50 an das bayerische Straßennetz angeschlossen.